# La Bíblia valenciana
La Bíblia valenciana (en español La Biblia valenciana) es una novela del escritor catalán Rafael Tasis publicada por primera vez en 1955. Es una novela policíaca ambientada en la Barcelona de la década de 1930 en la que tienen el papel protagonista la pareja formada por el comisario Jaume Vilagut y el periodista Francesc Caldes, que aparecerían en otras novelas de Tasis.

## Argumento
El noble arruinado Gustau de Catllar aparece muerto en su piso del barrio Gótico tras aparentemente haberse suicidado. No obstante, pronto se descubre que se trata de un crimen encubierto, que pronto empiezan a investigar el comisario Jaume Vilagut y su amigo, el periodista Francesc Caldes. Sus pesquisas los llevan a introducirse en el comercio de los anticuarios de Barcelona y a descubrir una trama que incluye a la antigua amante del noble, ahora prometida con el sobrino de uno de los más excéntricos millonarios de Barcelona, Carles Valls, deseoso de adquirir el único ejemplar de la Biblia Valenciana traducida por Bonifacio Ferrer e impresa por Lambert Palmart en 1478 que se había salvado de la quema de la Inquisición. Sin embargo, a la noche siguiente de la compra, también él aparece muerto tras lo que parece ser una aparatosa caída. Mientras Vilagut y Caldes intentan encontrar un motivo y la posible relación entre ambos crímenes, una tercera muerte acaba por desvelar el misterio.

## Contexto y estilo
La novela policíaca es un género que comenzó a aparecer en las letras catalanas a principios del siglo XX, a raíz del éxito de las traducciones de Sherlock Holmes y que tuvo un peso importante en la década de 1930. La Bíblia valenciana, aunque publicada en 1955, se escribió alrededor de 1944, mientras Tasis residía en París, y en ella se menciona un caso de Vilagut, el de la calle Riereta, que será el hilo central de la novela posterior Un crim al Paralelo (1960). Se sitúa esta novela, como las otras dos de Vilagut y Caldes, en la Barcelona de alrededores de 1934, cuando la Generalidad de Cataluña tenía competencias en orden público y era posible la existencia de un comisario como Jaume Vilagut. La novela está ambientada principalmente en el barrio Gótico, que era, a diferencia de la actualidad, un barrio tranquilo en el que no solía suceder ningún crimen importante.
La novela está escrita en un catalán normativo, influido por las corrientes modernistas y novecentistas, que intenta alejarse de las formas coloquiales y de los errores de procedencia disglósica, por lo que el tono puede parecer un poco artificioso para un lector actual.